# ジャンニ・スキッキ
『ジャンニ・スキッキ』（Gianni Schicchi）は、ジャコモ・プッチーニの作曲した全1幕のオペラである。主人公の中年男ジャンニ・スキッキが、大富豪の遺産を巡る親戚間の騒動と、若い男女の恋を見事に解決するさまをコミカルに描いた喜劇。傾向の異なった3つの一幕物オペラを連続して同時に上演する「三部作」の最終、3番目の演目として、1918年12月14日、ニューヨーク・メトロポリタン歌劇場で初演された。
同作はプッチーニにとって唯一の喜劇オペラである。また、次作『トゥーランドット』が未完で終ったため、プッチーニが完成し得た最後のオペラともなった。
- 原語曲名： Gianni Schicchi
- 原作： ダンテ・アリギエーリ『神曲』地獄篇、第30歌に基づく
- 台本： ジョヴァッキーノ・フォルツァーノ
- 初演： 1918年12月14日、ニューヨーク・メトロポリタン歌劇場にて、ロベルト・モランゾーニ（英語版）の指揮による

## 作曲の経緯
題材はダンテの有名な『神曲』・地獄篇第30歌から採られた。もっとも『神曲』中「ジャンニ・スキッキ」の名はほんの数行語られているに過ぎない。この物語の底本となったのは1866年にピエトロ・ファンファーニという文献学者の編により刊行された『神曲』のある版に「付録」として添えられていた、14世紀の「無名のフィレンツェ人」の著した「ジャンニ・スキッキとは何者で、何をしたか」の解説文であろうと考えられている。
台本作家フォルツァーノとプッチーニが書簡でなく直接会って相談を重ねていたらしいということもあって、2人のうちどちらがこの題材を提案したのかは判然としないが、『修道女アンジェリカ』作曲中の1917年6月頃には『スキッキ』台本をプッチーニが受領したと考えられている。プッチーニは『アンジェリカ』をいったん中断してこの『スキッキ』に没頭、骨格部分は数か月で書き上げられた。オーケストレーションを含めた脱稿日は1918年2月3日である。

## 主な登場人物
- ジャンニ・スキッキ（バリトン）、フィレンツェ市外に住む田舎者だが、法律に詳しく、物真似上手で機転の利く男、50歳
- ラウレッタ（ソプラノ）、その娘、21歳
- リヌッチョ（テノール）、大富豪ブオーゾ・ドナーティの甥、ラウレッタとは恋仲、24歳
- その他、ブォーソの親戚一同、医者、公証人、証人など

## 演奏時間
約50分

## 楽器編成
ピッコロ、フルート2、オーボエ2、イングリッシュ・ホルン、クラリネット2、バス・クラリネット、ファゴット2、ホルン4、トランペット3、トロンボーン3、バス・トロンボーン、ティンパニ（1人）、トライアングル、大太鼓、シンバル、グロッケンシュピール、チェレスタ、ハープ、弦5部の基本編成に加えて小太鼓。
バンダとして、低い教会用の鐘。

## あらすじ
時と場所： 1299年9月1日、フィレンツェ、大富豪ブオーゾ・ドナーティの邸宅
陽気な前奏とともに幕が開くと大富豪ブオーゾの寝室。カーテンの掛けられたベッドの中ではたった今、彼が息を引き取ったところ。親戚一同は大げさに悲しんでみせるが、皆の関心は遺言状の在りか。巷ではブオーゾが親戚には一銭もやらず全財産を修道院に寄付すると噂されており、皆はそれを恐れている。
部屋中上を下への捜索の末、若いリヌッチョが首尾よく遺言状を発見する。彼はそれを親類代表に渡す前に「この内容が皆にとって満足なものだったら、ぼくがラウレッタと結婚するの認めてくれるね」と問いかけ、皆は了承する。リヌッチョは親戚の子供に、ラウレッタとその父親ジャンニ・スキッキを呼びにやらせる。
皆は恐る恐る遺言状を開封し読み始める。悲しいことに噂の通り、全遺産は修道院行き。「坊主が肥え太るなんて」と一同は落胆する。期待していた財産が無に帰したため、持参金の見込みのないリヌッチョがラウレッタと結婚することも不可能になる。
そこへスキッキ登場。リヌッチョは「何か知恵を貸して欲しい」と頼む。他の親戚が貧しい田舎者のスキッキを馬鹿にするのでスキッキはへそを曲げて協力を断るが、娘のラウレッタが「お父さん、もしリヌッチョと結婚できないなら、私、ポンテ・ヴェッキオからアルノ川に身投げしてしまうから」と脅すので、スキッキも仕方なく遺産を取り戻す算段を立てることにする。
まず、愛娘ラウレッタに悪事の加担はさせたくないので、彼女には「ベランダで小鳥に餌でもやっていなさい」と言いつけて部屋から立ち退かせる。今この部屋にいる面々以外にブオーゾの死を知る者がいないことを確認してから、遺体はベッドからどかして別室へ運ばせる。そこへ間の悪いことに医者が往診に来、スキッキはブオーゾの声色で「もうすっかり回復したから」と言って追い帰す。声色一つで医者をうまく騙せたことでスキッキは調子に乗り、「公証人を呼んできて、ブオーゾに化けた自分が遺言を口述するんだ」とその計画を披露する。
ブオーゾの財産は現金と、各所に保有する不動産物件である。中でも製粉所と付属するロバ、そしてこのフィレンツェの自宅が価値ある物件と誰もが知っている。公証人が来るまでの間、親戚たちはスキッキの変装を手伝いながら、めいめいが彼の耳元で「自分に製粉所とロバ、それとこの邸宅を分与するように言って下さい」と頼み込む。スキッキは親戚一同に「法律により、遺言状の改竄者とその共謀者は片手を切断された後フィレンツェ追放となる。だから『さらばフィレンツェ、手のない腕でご挨拶』となりたくないならこの事は一切他言無用、いいな」と厳かに警告し、一同も秘密厳守を約束する。
公証人が証人を引き連れてやって来る。ブオーゾに扮したスキッキはベッドの中から「新たな遺言状を作成したいのだが、手が麻痺して書けないので口述筆記をお願いしたい」と言い、公証人も納得する。まずは「他の遺言状は全て無効とする」、続いて「葬式は金をかけず簡素に」、「修道院にはごく小額を寄贈」、「現金は親戚一同に均等に分与」、さらに各地に点在する小規模な不動産物件はそれぞれ親戚の誰々と誰々へ、と、ここまでは親戚一同の希望通りに遺言を述べ、皆はスキッキの手際の良さに感心する。
いよいよ高額物件の分与。スキッキは分与先を宣言する。「ロバは ― 親友ジャンニ・スキッキへ与える」、「私が今いるこのフィレンツェの家は ― ジャンニ・スキッキへ」。親戚一同騒然となるが、スキッキはベッドの中から「さらばフィレンツェ」と歌いだして先ほどの警告を思い出させ、皆を沈黙させる。最後に「製粉所は ― ジャンニ・スキッキへ」。こうして遺言状が完成すると、スキッキは証人と公証人に礼金を与え帰らせる。
公証人らが去った後、親戚一同はスキッキのことを「泥棒、裏切者」と口々に罵るが、スキッキは「ここは俺の家だ、みんな出て行け」と全員を追い出してしまう。
独り残ったスキッキがベランダに通じるドアを開けるとそこにはラウレッタとリヌッチョの2人。彼らは遺産騒動そっちのけで、眼下に広がるフィレンツェの景色を愛で、互いの愛を確認していたのだった。スキッキは若い2人を祝福するように微笑み、観客に向かって
紳士、淑女の皆様。ブオーゾの遺産にこれより良い使い途があるでしょうか。この悪戯のおかげで私は地獄行きになりました。当然の報いです。でも皆さん、もし今晩を楽しくお過ごし頂けたのなら、あの偉大なダンテ先生のお許しを頂いた上で、私に情状酌量というわけにはいかないでしょうか。
と後口上を（台詞で）述べ、陽気に幕となる。

## 著名なアリア
- 「フィレンツェは花咲く木のように」Firenze è come un albero fiorito ： リヌッチョのアリア
- 「私のお父さん」O mio babbino caro ： ラウレッタのアリア。単独でコンサートやリサイタル等でもよく歌われる。アカデミー賞受賞映画「眺めのいい部屋」の主題歌にもなった。日本映画「異人たちとの夏」でも印象的に使われている。

どちらのアリアも小品だが、リヌッチョは「シニョーリ広場に枝を拡げ」、「サンタ・クローチェ前の広場を祝福し」、「近郊のヴァル・デルザからはアルノルフォが、ムゲルからはジョットが身を起こし」と、ラウレッタは「ポルタ・ロッサに指輪を買いに」、「ポンテ・ヴェッキオ（ヴェッキオ橋）からアルノ川に身を投げ」と歌い、どちらも要領よくまとまったフィレンツェおよび近郊観光案内の趣がある。

## 初演とその評価、各地での再演

### 世界初演（ニューヨーク）
『ジャンニ・スキッキ』は、プッチーニの当初計画通り「三部作」の3番目の作品として、1918年12月14日、ニューヨーク・メトロポリタン歌劇場で初演された。タイトル・ロールを歌ったのは著名なイタリア人バリトン歌手、ジュゼッペ・デ・ルーカ、その娘ラウレッタ役にフローレンス・イーストン、恋人リヌッチョ役にジュリオ・クリーミが配された。「三部作」中この『スキッキ』は各紙で絶賛された。

### イタリア初演・ローマ
続く1919年1月11日、ローマ・コスタンツィ劇場での初演では、やはり著名なバリトン、カルロ・ガレッフィがスキッキ役、ラウレッタ役にジルダ・ダッラ・ラッツァ、リヌッチョ役にはエドアルド・デ・ジョヴァンニが配された。ここでも『ジャンニ・スキッキ』は文句なしの大絶賛となった。
その後「三部作」の上演形態が崩れ、各作品が単独であるいは他作曲家作品との組合せで上演されるにおよび、『ジャンニ・スキッキ』は様々の短篇オペラとの組合せでも愛聴される作品となって今日に至っている。

### 日本
- 日本での初演は1954年4月29日、第一生命ホールにおける藤原歌劇団青年グループの日本語訳詞・ピアノ伴奏による公演。福永陽一郎が指揮およびピアノ演奏を務め、スキッキ役に竹原正三、ラウレッタ役に梅村聖子、リヌッチョ役に岩崎成章、等の配役であった[3]。
- 「三部作」としての初演は1957年11月27日、日比谷公会堂にて、やはり藤原歌劇団青年グループの訳詞公演として行われた。管弦楽はABC交響楽団、指揮金子登、スキッキ役に竹原正三、ラウレッタ役に梅村聖子、リヌッチョ役に菊池初美、等の配役[4]。